# La formica argentina
(Italo Calvino)
La formica argentina è un racconto di Italo Calvino pubblicato per la prima volta nel 1952 nel decimo numero della rivista internazionale di letteratura "Botteghe Oscure". Comparirà poi nel 1958 nel volume antologico I racconti, e nel 1965 in volume a sé insieme a La nuvola di smog (con risvolto di copertina dell'autore), quindi nel 1970 in La vita difficile, seconda parte della raccolta di novelle Gli amori difficili.

## Trama
Nel breve racconto Calvino esprime il male di vivere, che in questo caso viene dalla natura. Il nemico è la formica argentina, una specie di formica particolarmente aggressiva e prolifica che negli anni Venti e Trenta infestò la Riviera di Ponente. La forza della formica argentina è il suo numero e la sua ostinazione. Il protagonista non riesce a comprendere il "dramma" finché non ne è lui stesso protagonista: "Se lui ci avesse parlato di formiche [...] noi avremmo pensato di trovarci contro un nemico concreto, numerabile, con un corpo, un peso. [...] creature di quelle che si possono toccare, smuovere, come i gatti, i conigli. Qui avevamo di fronte un nemico come la nebbia o la sabbia, contro cui la forza non vale”.
I personaggi del racconto hanno diversi modus operandi di fronte al problema. I Reginaudo combattono le formiche con una quantità sproporzionata di insetticidi e veleni che si dimostrano comunque inefficaci. Il capitano Brauni le tortura e le uccide con le sue ingegnose trappole; nonostante riesca eliminare in media 40 formiche al minuto vi è comunque una sproporzione di forze e di numero con i milioni di formiche che proliferano nel territorio. La signora Mauro invece, nella sua grande e buia villa, finge che le formiche non ci siano, nascondendo il problema dietro un orgoglio e una rigidità visibilmente costruiti e labili. Infine vi è il signor Baudino appartenente all'Ente per la Lotta Contro la Formica Argentina che le nutre con una melassa leggermente avvelenata. Il protagonista si rende conto quasi subito che non è possibile eliminare la formica argentina e che l'unica soluzione è la convivenza. Alla fine del racconto, dopo tutti i trambusti, il protagonista, la moglie ed il loro bambino si recano in spiaggia vicino al molo dove riescono a godere di una momentanea e pur labilissima serenità attraverso la visione del paese al tramonto e soprattutto del mare calmo e pulito.

## Edizioni
- in "Botteghe Oscure", X, 1952, pp. 406-41.
- La formica argentina (illustrazioni di Franco Gentilini), Sodalizio del libro, Venezia, 1958, edizione fuori commercio per gli associati del Sodalizio del libro. (Contiene La formica argentina (pp. 7-67), Pesci grossi, pesci piccoli (71-85).
- in I racconti, Einaudi, Torino, 1958, pp. 407-40.
- in volume con La nuvola di smog, Einaudi, Torino 1965, pp. 85-127 ("Coralli" n. 121)
- in Gli amori difficili, Einaudi, Torino, 1970, pp. 113-41.
- in volume con La nuvola di smog, Einaudi, Torino 1972 ("Nuovi coralli" n. 22)
- in volume con La nuvola di smog, Mondadori, Milano 1970 ("I libri di Italo Calvino", IV)
- in Romanzi e racconti, vol. 1, Mondadori, Milano 1991, pp. 445-82 ("I Meridiani")